# Assassin's Creed (knižní série)
Assassin's Creed je série románů napsaných Oliverem Bowdenem, Christiou Goldenovou, Matthewem Kirbym a Gordonem Dohertym. Předlohou se staly jednotlivé díly stejnojmenné série videoher Assassin's Creed. Knihy jsou zasazené do světa Assassin's Creed a sledují jednotlivé postavy, především asasíny, kteří se zapojili do nekonečné války s templáři. Do českého jazyka jsou knihy zpravidla překládány Kateřinou Niklovou.

## Knihy

### Assassin's Creed: Renesance
V češtině kniha vyšla roku 2010 v překladu Kateřiny Niklové. Děj vychází z druhého dílu hry. Hlavní postavou románu je mladý italský šlechtic Ezio Auditore da Firenze, muž který se chce pomstít za vraždu své rodiny. Ezio začne sám sebe trénovat jako asasín a je zatažen do války mezi asasínským řádem a řádem templářů. Tyto dvě tajné organizace bojovaly proti sobě po staletí kvůli zajištění prastaré technologie, artefaktu zvaném Apple of Eden (Jablko ráje), relikvie, kterou lze ovládat lidskou mysl. Obě skupiny také usilovaly o moc v Itálii, která obsahuje znalosti a technologie starověké, technologicky nadřazené civilizace.

### Assassin's Creed: Bratrstvo
V češtině kniha vyšla roku 2011 v překladu Kateřiny Niklové. Kniha vychází z populární hry Assassin's Creed: Brotherhood. Stejně jako v předchozí knize, Assassin's Creed: Renesance, neobsahuje žádnou z herních událostí v přítomnosti včetně Desmonda Milese, obsahuje jen odkaz na Eziova „fantoma“. Příběh se odehrává čtyři roky po příběhu videohry (1499), v roce 1503. Ezio Auditore se snaží osvobodit Řím od tyranie Cesara Borgii, který se snaží převzít moc nad Itálií.

### Assassin's Creed: Tajná křížová výprava
Tajná křížová výprava vychází z prvního dílu série a sleduje příběh Altaira Ibn-La'Ahada, vyprávěný Niccolem Polem. Ten popíše život asasína Altaïra, který začíná popravou jeho otce, jíž je Altaïr svědkem. Takovýto trest byl vyřčen kvůli neúmyslnému zabití šlechtice. Z pocitu viny nad smrtí otce prověřuje i zabití jednoho z otcových kolegů asasínů. Altaïra brzy začne trénovat Al Mualim, vůdce asasínského řádu. Al Mualim mu zakázal informovat svého kolegu asasína Abbase o sebevraždě jeho otce. Navzdory tomu to Altaïr řekne Abbasovi, který ale zprávě nevěří. Zpráva, že Abbasův otec spáchal sebevraždu způsobí mezi nimi roztržku.
Tajná křížová výprava pak pokračuje o mnoho let později, kdy se starší Altaïr se svou manželkou Marií a synem Darimem vracejí do Masyafu – Altaïrova domovu poté, co úspěšně zavraždil Čingischána. V jejich nepřítomnosti se prohlásil Abbas za „mentora asasínů“ a převzal Masyaf, kde jako tyran vládl. Altaïr se setkal s chladnou lhostejností a zjistí, že přesto, že bylo řečeno, že jeho syn Sef odcestoval do Alamutu, byl doopravdy zavražděn Malikem. Ten byl za tento čin uvězněn, ale tvrdil, že je nevinný. Altaïr vypukne ho z plánování vězení konfrontovat Abbas a kultivovat jeho místo jako hlavní asasín. Tyto plány jsou zmařeny, kdy Abbás Malik zabil a rámy Altair za jeho smrt. Ze vzteku Altaïr použije Jablko Ráje k zabití člověka zodpovědného za Sefovu smrt, ale také neúmyslně způsobí Mariinu smrt. Zdevastovaný Altaïr prchne z Masyafu.
O několik let později obchodník jménem Muhklis je Altaïrem zachráněn před pouštními bandity – starým sedmdesátiletým mužem. Muhklis bere zraněného Altaira zpět do svého domova v Masyafu a souhlasí s tím, aby mu pomohl kultivovat jeho místo. Doufají, že získat zpět Masyaf s co nejmenším krveprolitím, je dost možné. Jsou spojenci několika mladých mužů, kteří jsou vyrovnány proti Abbásem a trénují v tradičních způsobech asasínů, které byly během Abbásovou vlády ignorovány. Oni, spolu s lidmi z Masyafu, zaútočí na hrad a probojují se Abbasovými muži, ale zabíjejí je pokud je to nezbytně nutné. Altaïr čelí Abbasovi poprvé za poslední dobu a zabije ho pistolí. Se smrtí svého vůdce Abbasovi muži složili zbraně a Altaïr je prohlášen za vůdce asasínů. Závěrečná kapitola ukazuje, že Ezio Auditore da Firenze, je vypravěč a je na lodi přijíždějící do Konstantinopole, v druhém sledu událostí v knize Odhalení. Na rozdíl od knihy, hra Assassin's Creed, která představuje Altaira, byla provedena před hrami s Eziem.

### Assassin's Creed: Odhalení
Kniha vychází ze hry Assassin's Creed: Revelations. Opět následuje Ezia Auditore, když zanechá svůj život za sebou při hledání pravdy o asasínském řádu a „těch, kteří přišli před nimi“. Výsledná cesta ho dovede do Konstantinopole, kde rostoucí armáda byzantských templářů ohrožuje region. V češtině kniha vyšla roku 2012 v překladu Kateřiny Niklové.

### Assassin's Creed: Opuštěný
Kniha se odehrává v roce 1735 a vychází částečně ze třetího dílu série. Opuštěný je osobní deník Haythama Kenwaye a sleduje jeho život, od jeho raného dětství v Anglii, přes jeho vzestup do řad templářů. Na rozdíl od Odhalení, je kniha napsána v první osobě a následuje příběh pouze Haythama Kenwaye. Závěr knihy byl dopsán Connorem poté, co Haytham zemřel. V češtině kniha vyšla roku 2013 v překladu Kateřiny Niklové.

### Assassin's Creed: Černá vlajka
V češtině kniha vyšla roku 2014 v překladu Kateřiny Niklové. Černá vlajka vychází ze čtvrtého dílu herní série a následuje život Edwarda Kenwaye, otce Haythama Kenwaye a děda Connora Kenwaye. Edward Kenway je mladý pirát (privatýr), který si klade za cíl stát se světovým nejhrozivějším pirátem, jen aby byl vtažen do staleté války mezi asasíny a templáři. Kniha je založena na hře Assassin's Creed IV: Black Flag.

### Assassin's Creed: Jednota
Děj knihy vychází ze hry Assassin's Creed Unity, popisuje události tohoto dílu z pohledu Élise de la Serre. Kniha byla psaná formou deníku a navíc se v ní prolínaly výňatky z deníku Élise i Arna. Ovšem deník Arna byl spíše takovým komentářem a zasazováním do souvislostí. Hlavní slovo měla v knize Élise. To nám příběh ukazuje zase z jiné strany než hra a hlavně, opět se zde dozvídáme více o templářích než o asasínech. Většina knihy se odehrává během Velké francouzské revoluce v Paříži. V angličtině kniha vyšla 20. listopadu 2014, v češtině vyšla kniha v dubnu či květnu 2015 v překladu Kateřiny Niklové. Knihu vydalo nakladatelství Fantom Print. 

### Assassin's Creed: Podsvětí
Děj knihy popisuje život Henryho Greena a sourozenců Evie a Jacoba Fryea šest let před událostmi v AC Syndicate, v roce 1862. Pro tuto dobu je znám pod jménem The Ghost. Kniha vyšla 5. listopadu 2015 (v češtině v dubnu 2016).

### Assassin's Creed: Kacířství
Děj knihy se odehrává v současnosti a sleduje Simona Hathawaye, který se zrovna stal vedoucím historického výzkumu v templářské společnosti Abstergo Industries a jedním z devíti nejvýše postavených templářů. Má pouhých sedm dní na to, aby dokázal přesvědčit zbylých osm templářů, že jeho metoda historického výzkumu pomocí přístroje Animus má pro templáře relevantní přínos. Tak se pomocí Animu vydává do vzpomínek svého předka, Gabriela Laxarta, který byl blízkou osobou samotné Johanky z Arku. Tato kniha, jako jedna z mála Assassin's Creed knih, není v přímém spojení s žádnou konkrétní hrou herní série a sleduje tak vlastní příběh. Knihu napsala spisovatelka Christie Goldenová a v roce 2016 ji vydal Ubisoft Publishing pro americký trh. O rok později vyšla kniha pro český trh pod nakladatelstvím přeložená Kateřinou Niklovou.

### Assassin's Creed
Je 21. října 2016 a v 18:00 je popraven Callum Lynch, odsouzenec k trestu smrti za úkladnou vraždu. O den později se probouzí v madridském rehabilitačním centru Abstergo Foundation a doktorka Sofia Rikkinová mu vysvětluje, že je pro okolní svět už mrtvý. Navrhne mu však, že pokud jí pomůže s výzkumem léku proti lidské agresi, dostane nový život. Callum se tak vydává prostřednictím stroje zvaného Animus do vzpomínek svého předka, Aguilara de Nerhy, žijícího ve španělské Andalusii 15. století. Aguilar je totiž poslední templářům známý člověk, který měl v držení Jablko ráje, artefakt uchovávající genetické informace o lidské agresi. Jenže za snahou o vymýcení agrese se skrývá templářská honba za odstraněním svobodné vůle lidí a nastolením řádu, čemuž chtějí zabránit asasíni uzavření ve stejném rehabilitačním centru jako Callum. Tato kniha je novelizace stejnojmenného filmu doplněná o malé střípky ze životů Duncana Walpolea, Jusúfa Tazíma, Baptisteho a Šao Ťün. Napsala ji Christie Goldenová a vyšla 21. prosince 2016 pod nakladatelstvím Penguin Books a o rok později v českém překladu od Kateřiny Niklové pod nakladatelstvím Fantom Print.

### Assassin's Creed Origins: Pouštní přísaha
Hlavní postavou je chlapec Bayek žijící v Siwě ve starověkém Egyptě. Události se konají před událostmi hry
Assassin's Creed Origins. Kniha vyšla v říjnu 2017, v češtině o rok později.

### Assassin's Creed: Odysea
Kniha se odehrává v Řecku v 5. století př. n. l. a sleduje příběh spartské žoldnéřky Kassandry. Jedná se o novelizaci videohry Assassin's Creed Odyssey. Na rozdíl od dalších knih v této sérii ji napsal Gordon Doherty. Nakladatelství Ace Books vydalo knihu 30. října 2018. O rok později vyšla v českém jazyce. Překlad, jehož autorkou je Kateřina Niklová, vydalo nakladatelství Fantom Print.

### Assassin's Creed Valhalla: Geirmundova sága
Příběh bere čtenáře do poloviny 9. století a jeho hlavní postavou je Geirmund Hel-hide, též známý jako Geirmund Hjørson Heljarskinn, potomek panovnického rodu v Rogalandu, v Norsku. Geirmund se cítí nespokojený se svým životem a pod velením Guthruma, velitele armády krále Bersiho (spíše známého jako Bagsecg), se vydává dobývat království v Anglii. Události románu se odehrávají přibližně ve stejnou dobu jako děj hry Assassin's Creed: Valhalla a několikrát dojde k setkání Geirmunda s Eivor Varinsdottir, hlavní protagonistkou hry. Knihu napsal Matthew Kirby a v originálu ji vydalo nakladatelství Penguin Books 10. listopadu 2020. O rok později vyšla v českém překladu od Kateřiny Niklové pod nakladatelstvím Fantom Print.

### Assassin's Creed: Poslední potomci
Ve třech dílech jsme svědky svedení šesti teenagerů, kteří jsou spojeni Protnutím linií. Toto Protnutí linií znamená, že se jejich předkové v minulosti několikrát setkali a že tato setkání vždy souvisela s mocným artefaktem rasy Předchůdců, Trojzubcem ráje. Postupně nalézají v minulosti všechny tři hroty Trojzubce, jejichž schopností je ovládat mysl lidí. Jenže se díky tomu stanou cílem pro templáře, kteří chtějí lidstvo ovládat, a to upoutá pozornost asasínů, odvěkých nepřátel templářů. Obě frakce však umí být přesvědčivé a šestice protagonistů se s ohledem na vlastní agendu rozhoduje, zda je lepší získat Trojzubec pro asasíny, pro templáře, anebo oběma frakcím zabránit v jeho získání. V průběhu děje všech tří knih navštíví New York Odvodových nepokojů v roce 1863, Čínu zničenou mongolskými nájezdy v roce 1259 a nájezd Styrbjörna Silného na švédské království v 80. letech 10. století n. l. Autorem celé série je Matthew J. Kirby a v Česku tradičně vyšla pod nakladatelstvím Fantom Print s překladem od Kateřiny Niklové. První díl, s podtitulem Poslední potomci, vydalo nakladatelství Scholastic 30. srpna 2016 a v Česku vyšel v roce 2019. Druhý díl vydal Scholastic 27. prosince 2016 a na český trh se dostal v roce 2021 s podtitulem Chánova hrobka. Závěrečný díl vydal Scholastic 26. prosince 2017 a v Česku vyšel v roce 2021 s podtitulem Osud bohů.